# Valašské Příkazy
Valašské Příkazy é uma comuna checa localizada na região de Zlín, distrito de Vsetín.